# 天池街道
天池街道，原为天池镇，是中华人民共和国四川省资阳市乐至县下辖的一个乡镇级行政单位。2019年12月，撤销天池镇和放生乡，设立天池街道，将原天池镇仙鹤观社区、北郊社区、西郊社区、瓦窑沟社区、黄花园村、金子堰村、浸水湾村、团店村、牛栏店村、南冲寺村、田家沟村、排柏村、香炉沟村、大林寺村、新观音村、报国寺村、灵泉寺村、王家沟村、棉花湾村和原放生乡新庙村、宝鼎村及童家镇安乐村、群乐村、石板垭村、打鼓庙村、徐家桥村、黄岭铺村、刘痣垭村所属行政区域划归天池街道管辖。

## 行政区划
天池街道下辖以下地区：
东街社区、南街社区、西街社区、北街社区、东郊社区、西郊社区、北郊社区、曙光社区、南郊社区、仙鹤观社区、瓦窑沟社区、文庙沟社区、香炉沟村、大林寺村、新观音村、报国寺村、灵泉寺村、王家沟村、棉花湾村、邹祠村、雷音村、六方村、金顶村、接龙村、印家村、皂角村、石庙村、幸福村、李寨村、安宁村、黄花园村、金子堰村、浸水湾村、团店村、牛栏店村、南冲寺村、田家沟村和排柏村。

## 特产
天池藕粉：中国地理标志产品。